# جون موريس (ملحن)
جون موريس (بالإنجليزية: John Morris)‏ هو ملحن أمريكي، ولد في 18 أكتوبر 1926 في إليزابيث في الولايات المتحدة، وتوفي في 25 يناير 2018 في Red Hook, New York ‏ في الولايات المتحدة.

## وصلات خارجية
- جون موريس على موقع IMDb (الإنجليزية)
- جون موريس على موقع الموسوعة البريطانية (الإنجليزية)
- جون موريس على موقع ميوزك برينز (الإنجليزية)
- جون موريس على موقع ميوزك برينز (الإنجليزية)
- جون موريس على موقع قاعدة بيانات برودواي على الإنترنت (الإنجليزية)
- جون موريس على موقع ديسكوغز (الإنجليزية)
- جون موريس على موقع قاعدة بيانات الفيلم (الإنجليزية)